# Организация дорожного движения

## Меры для снижения транспортной нагрузки на города

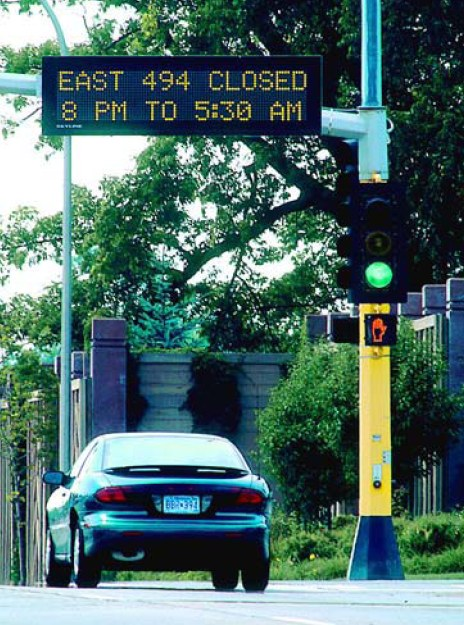
Световое табло со сменной информацией.

Стратегия развития транспорта в крупных мегаполисах, как правило, направлена на предоставление конкурентных преимуществ общественному транспорту по отношению к личному автотранспорту и на снижение использования автомобиля в городе. В соответствии с зарубежной практикой применяют следующие решения:
- Зонирование территории города. В крупных городах выделяются исторические районы, территории высокой деловой активности и плотной жилой застройки, внутри которых устанавливаются разные ограничения. Так, в Париже реализуется программа «Центр без автомобиля».
- Введение платы за использование личного автомобиля в городе. За въезд в городскую черту, проезд по магистрали, парковку и т. д. устанавливается плата, размер которой зависит от удаленности от центра и времени (увеличивается в часы пик). Для реализации этого метода необходимо решить целый ряд проблем с перехватывающими парковками, пересадочными узлами, организацией движения общественного транспорта, способами оплаты.
- Развитие общественного пассажирского транспорта. Для общественного транспорта на проезжей части выделяются специальные полосы движения, позволяющие обеспечить высокую скорость перевозки пассажиров. Такое решение было принято в таких городах как Лондон, Берлин, Лос-Анджелес, София, Москва.
- Развитие внеуличной дорожной сети.
- Информирование участников движения о транспортной ситуации и маршрутах объезда перегруженных участков с помощью многопозиционных дорожных знаков, световых табло со сменной информацией, радио и пр.